# Audi S4 C4
Audi S6 C4
Pour des articles plus généraux, voir Audi S4, Audi 100 et Audi A6.
L'Audi S4 C4, renommée Audi S6 C4, est une version sportive de l'Audi 100 IV puis de l'Audi A6 I créée en 1991 par la société allemande Audi. L'Audi S4 est une berline ou avant (break) sportive.

## Historique
L'Audi S4 C4 est présentée en mai 1991 lors du salon automobile de Barcelone, en même temps que la Seat Toledo. Elle fait son apparition en août 1991 dans le catalogue d'Audi sous le nom d'Audi 100 S4.
En juin 1994, l'Audi 100 est renommée Audi A6 et l'Audi S4 C4 devient la S6 C4, avant de disparaître des lignes de production à l'arrivée de la deuxième version de l'Audi A6.

## Caractéristiques
Il s'agit d'un modèle sportif, doté d'un moteur de 230 chevaux, il permet à la S4 d'effectuer le 0 à 100 km/h en 7,2 secondes et de faire monter sa vitesse à 245 km/h (limitée), et ce malgré sa masse de 1 660 kg. 
Son moteur est un 5 cylindres avec culasse 20 soupapes et Turbo kkk k24/7000. La transmission est intégrale Quattro avec Torsen, permet une meilleure motricité par faible adhérence et apporte un sentiment de sécurité indéniable. Le 5 cylindres se caractérise par une vélocité et un bruit typique issu des rallyes plutôt coupleux à bas régime. Le 5 cylindres propose la nervosité du 4 associé à une vélocité du 6 cylindres. La version quattro ajoute quant à elle une tenue de route par tout temps incomparable grâce au quattro et notamment aux trois différentiels de transition permettant de bien équilibrer la voiture.
L'Audi S4 est également équipée d'un ABS.